# Гарфийлд (окръг, Небраска)
Вижте пояснителната страница за други населени места с името Гарфийлд.
Окръг Гарфийлд (на английски: Garfield County) е окръг в щата Небраска, Съединени американски щати. Площта му е 1479 km², а населението - 1902 души (2000). Административен център е град Бъруел.